# Петрова Олена Юріївна
Оле́на Ю́ріївна Петро́ва (24 вересня 1972, Шаркан, СРСР) — українська біатлоністка. Заслужений майстер спорту України. Срібна призерка Зимових Олімпійських ігор 1998 року в Нагано. Голова Сумського обласного відділення НОК України.
Народилася в Удмуртії. У 18-річному віці переїхала в Суми.
Закінчила інститут фізичного виховання Волинського державного університету імені Лесі Українки.
Виступала за спортивне товариство «Динамо» (Суми). Тренер Роман Романович Бондарук.

## Спортивні досягнення
Учасниця чотирьох Олімпіад (Ліллегамер-94, Нагано-98, Солт-Лейк-Сіті-02, Турин-06).
На Олімпіаді-94 була п'ятою в естафеті, на Олімпіаді-98 — другою в індивідуальних перегонах на 15 км (поступившись болгарці Катерині Дафовській), п'ятою в естафеті.

## Нагороди
- 24 лютого 1998 року — орден «За заслуги» третього ступеня (Указ Президента України, № 147/98).

## Статистика
У таблиці наведено статистику виступів біатлоніста в Кубку світу.
- Місця 1–3: кількість подіумів
- Чільна 10: кількість фінішів у першій десятці
- В очках: кількість виступів, на яких біатлоніст здобував очки
- Старти: кількість стартів

| Місця     | Індивід. | Спринт | Персьют | Мас-старт | Естафета | Разом |
| --------- | -------- | ------ | ------- | --------- | -------- | ----- |
| 1         |          |        |         |           | 1        | 1     |
| 2         | 1        | 2      |         | 1         | 3        | 7     |
| 3         | 3        | 3      | 2       | 3         | 9        | 20    |
| Чільна 10 | 13       | 16     | 11      | 4         | 36       | 80    |
| В очках   | 34       | 47     | 26      | 11        | 41       | 159   |
| Стартів   | 47       | 73     | 34      | 11        | 41       | 206   |